# Chambers and Partners
Chambers and Partners es una compañía británica de clasificación e investigación, encargada de publicar listas internacionales y guías para la industria jurídica, con sede en la ciudad de Londres.

## Historia
Chambers and Partners fue fundada en 1989 como una división de la editorial Orbach & Chambers Publishing Limited (más tarde, Orbach & Chambers Holdings Limited), fundada el 19 de diciembre de 1969 en Londres por Laurence Francis Orbach (profesor universitario, cofundador de la editorial The Quarto Group) y Michael Ernest David Chambers (abogado).
Con el paso del tiempo, la compañía ha obtenido reconocimiento como una autoridad en las clasificaciones jurídicas mundiales, y en 2018 The National Law Review la calificó como "una de las compañías de clasificación más prestigiosas de la industria jurídica, y también la más difícil de descifrar".
En marzo de 2019, Michael Chambers vendió la compañía al fondo de inversión de Village Ventures y Mark Wyatt ingresó como director ejecutivo. La venta fue representada por la firma multinacional Slaughter and May.

## Operaciones
La empresa emplea a más de 200 editores en Londres, los cuales se encargan de realizar investigaciones y entrevistas en más de 20 idiomas, y ofrece una clasificación de alrededor de 80 mil abogados en más de 185 jurisdicciones.
El Times de Londres informó que los ingresos de la empresa se encuentran alrededor de los 20 millones de libras esterlinas anuales. En junio de 2019, The Wall Street Journal aseguró que la guía anual más reciente de Chambers and Partners sobre abogados radicados únicamente en los Estados Unidos tenía un total de 3.239 páginas.
Aparte de sus actividades de clasificación; desde 1990 la empresa ha publicado "Chambers Global Practice Guides", una guía enfocada en las áreas de práctica jurídica en una serie de jurisdicciones mundiales. Las guías Chambers y sus secciones son redactadas y editadas por profesionales del derecho pertenecientes a firmas como DLA Piper, Eversheds Sutherland, Baker McKenzie, Cravath, Swaine & Moore y Morgan, Lewis & Bockius.